# Мислення

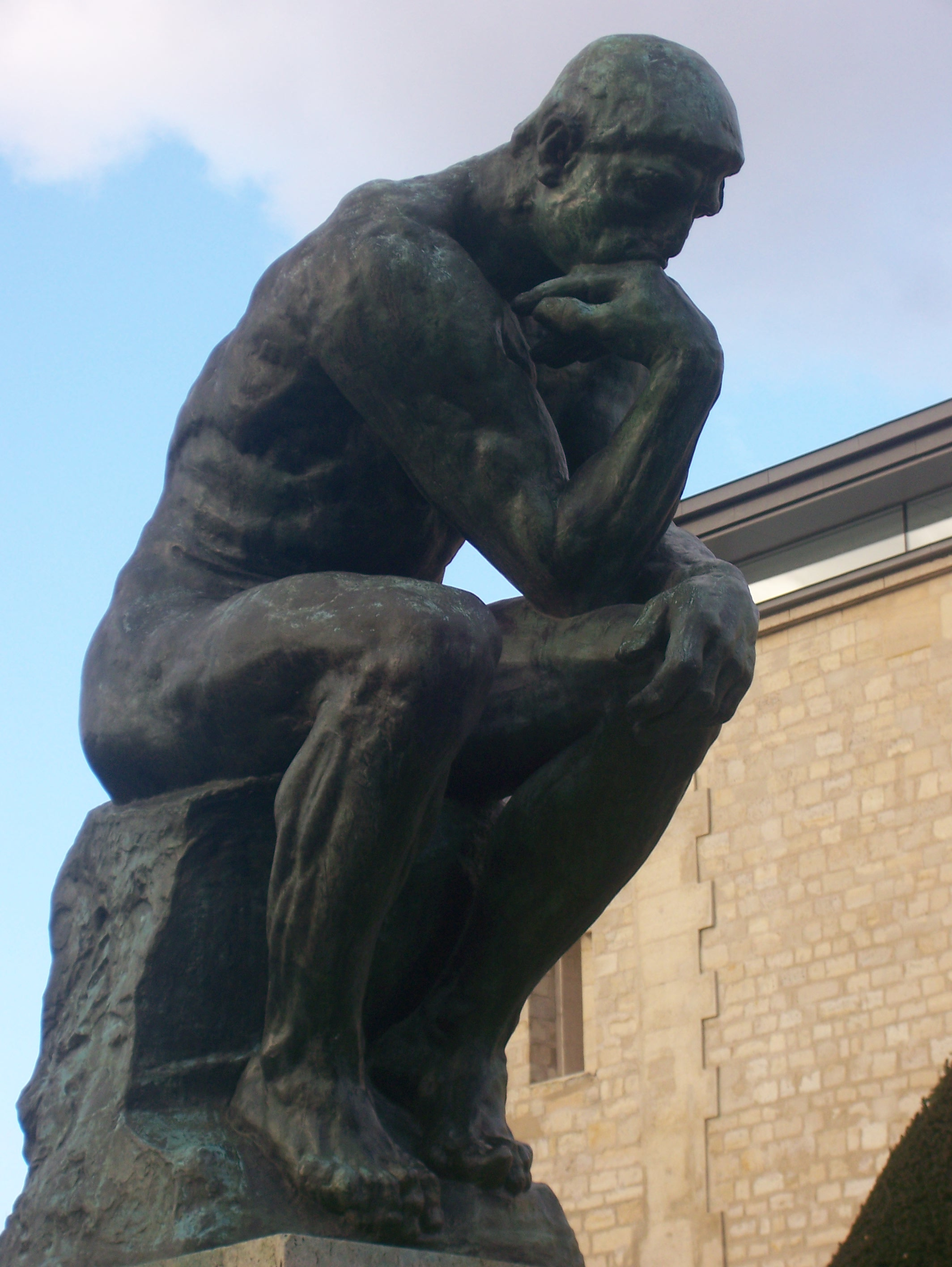
«Мислитель» Родена, 1888

Ми́слення — процес перетворення фактів, інформації, емоцій тощо на цілісне й упорядковане знання. Мислення є фундаментальною властивістю людини, і через цю фундаментальність йому важко дати означення, спираючись на простіші поняття. Консенсусу щодо того, як визначити та розуміти мислення немає.
Діалектичний матеріалізм, використовуючи теорію відображення, визначає мислення як  процес опосередкованого й узагальненого відображення у мозку людини предметів об'єктивної дійсності в їхніх істотних властивостях, зв'язках і відношеннях, в результаті якого формується інтелект особистості.
Розуміння мислення, його фізичних та метафізичних аспектів: зародження, функціонування, було й залишається метою різних академічних дисциплін: лінгвістики, філософії, психології, нейронауки, досліджень в області штучного інтелекту, біології, соціології, когнітивної науки.
Мислення допомагає аналізувати досвід, формувати та впорядковувати в думках модель світу, робити передбачення і планувати дії. Здатність людини до абстрактного мислення стала суттєвою перевагою в еволюційному процесі .

## Поняття «мислення» в історії філософії
Поняття мислення перебуває у тісному зв'язку з поняттями «буття», «матерія», «людина», «пізнання», «знання», «ідея» тощо[джерело?]. Воно є фундаментальним у концептуальних системах знання філософів минулого та сучасності.
Поняття мислення (грец. νους — розум) і взаємопов'язані з ним поняття — «відображення», «образ», «відчуття», «поняття», «знання» — були сформовані античними філософами (Геракліт, Анаксагор, Демокрит, Епікур, Сократ, Платон, Арістотель та іншими)[джерело?].
За Арістотелем мислення є частиною душі, іншою її частиною є відчуття[джерело?]. Як частина душі, мислення є специфічною здатністю розмірковувати, осягати думкою світ і самого себе, тобто душу[джерело?]. Мислення є діяльністю, яка спрямована на пізнання, осягання родів сущого[джерело?]. Досліджуючи мислення, Арістотель створив логіку — науку про мислення, сформулював закони та форми мислення[джерело?].
У концептуальних системах філософів Нового часу (Джон Локк, Френсіс Бекон, Клод Адріан Гельвецій, Девід Юм) мислення — це діяльність, яка спрямована на пізнання та практичні дії; воно розробляє метод, тобто засіб, прийом пізнання та практичних дій[джерело?].
Філософи вирізняють прояви мислення — відчуття, споглядання, уява, рефлексія; рівні мислення — розсудок, розум; прояви діяльності мислення — сумнів, віра, задум, прийняття рішень, розуміння, уявні операції[джерело?].
У концептуальних системах представників класичної німецької філософії (Іммануїл Кант, Йоганн Готліб Фіхте, Фрідріх Вільгельм Шеллінг, Георг Геґель) мислення розглядається як акт самодіяльності суб'єкта, що породжує різні інтелектуальні, уявні феномени — поняття, принципи, закони, ідеї, ідеали, тобто знання[джерело?].
Іммануїл Кант відзначав спонтанність актів мислення, апріорний характер його діяльності, спрямованість на пізнання за допомогою понять, вирізнив рівні мислення — інтуїція, розсудок, розум; типи і види мислення — формально-логічне (розсудливе) і діалектичне (розумне), конкретне і абстрактне, практичне і теоретичне.  Кант визначив односторонність, обмеженість розсудку і антиномічність розуму, встановив зв'язки «чистого» мислення з чуттєвістю, з зовнішнім світом[джерело?].
Георг Гегель визначає мислення як діяльність суб'єкта, яка спрямована на пізнання світу в формі понять (категорій). Вищою формою пізнання є наука (філософія), яка пізнає Абсолютний дух. Мислення є пізнанням в поняттях (категоріях) Абсолютного духу, внаслідок чого формується всезагальне знання.

## Сучасні концепції мислення
На сучасному етапі мислення людини є об'єктом дослідження багатьох наук: психології, соціології, логіки, теорії штучного інтелекту та інших.
- Психологічна концепція мислення будується на принципах єдності діяльності і мислення, соціоісторичної та культурної детермінації, розвитку, системності, відображення. Сучасна психологія виділяє у мисленні інтелектуальні процеси (планування, проектування, оцінювання, розуміння тощо) й інтелектуальні операції (аналіз, синтез, порівняння, узагальнення тощо).
- Соціологічна і соціально-психологічна концепція мислення.
- Логіко-філософська концепція мислення.
- Інформаційно-кібернетична концепція мислення.
- Евристична концепція мислення.

З біологічної точки зору процес мислення пов'язаний з нервовою системою, і особливо з головним мозком[джерело?]. Дослідження будови і принципів дії мозку, що є предметом досліджень нейронауки, проливають світло на те, як мислення здійснюється на фізичному рівні, проте не знімає питання і не дає вичерпної відповіді на питання про те, як виникає думка[джерело?]. Біологія намагається збагнути чим мислення людини відрізняється від мислення тварин, і чи мислять тварини взагалі. З іншого боку, дослідження в області штучного інтелекту та когнітивна наука намагаються побудувати розумні машини, що діяли б на зовсім інших фізичних принципах, ніж мозок людини[джерело?].  
Лінгвістика намагається дати відповідь на питання, чи пов'язане мислення людини з мовою, і якщо пов'язане, то як? Чи думає людина, скажімо, українською мовою? Гіпотеза Сепіра — Ворфа оголошує мислення залежним від конкретної мови. Хоча ця теорія не здобула підтримки у професійних лінгвістів, вона залишається цікавою можливістю. Американський філософ Джеррі Фодор запропонував гіпотезу про існування мови мислення — ментальних символів, якими людина оперує при мисленні як словами в мові.
Одне із найпопулярніших питань у сучасній філософії лежить в області філософії свідомості — це так звана проблема тіла й розуму. Наскільки наше мислення зумовлене фізичними процесами в нашому тілі. Тоді як біологія вивчає самі ці процеси, будову й функціонування мозку, практична філософія намагається знайти відповідь методом рефлексій, вивчає загальні закономірності мислення, його нормальне функціонування й парадокси. 
Займаються проблемами мислення й дисципліни, в центрі уваги яких психіка людини: психологія, психоаналіз, психіатрія[джерело?]. Дослідження психічних хвороб, наприклад, ситуацій, коли мислення людини не працює правильно, дозволяє глибше заглянути в саму проблему розуміння того, як воно працює правильно. Соціологія вивчає вплив суспільства, соціуму на те, як людина думає, які ідеї крутяться в її голові, наскільки впливає на неї ідеологія та пропаганда.
Мислення і принцип єдності буття є одним із основних принципів філософії. Матеріалізм вважає буття первинним, і мислення – вторинним за походженням, ідеалізм – навпаки, буття виводить з мислення та ідеї. Третя точка зору полягає в тому, що обидві категорії мислення і буття існують завжди і розвиваються одночасно як одне ціле (Ф. В. Шеллінґ, П'єр Теяр де Шарден та ін.).
В концепції ментального здоров'я розрізняють патогенне та саногенне мислення. 
Патогенне мислення (грец. παθογένεια — «який спричиняє страждання». і гр. genesis — походження)  автоматизоване та таке, що зациклюється на негараздах і збільшує внутрішню напругу.
Саногенне мислення (лат. sanitas — здоров'я і гр. genesis — походження) мислення, яке свідомо спрямовується на подолання негативних емоційних розладів і психічне оздоровлення людини.

## Основні функції мислення
- Пізнавальна (відображення світу і самовідображення)[джерело?]
- Проектувальна (побудова планів, проектів, моделей практичної і теоретико-пізнавальної діяльності)[джерело?]
- Прогностична (прогнозування або передбачення наслідків своїх дій, своєї діяльності, прогнозування майбутнього)[джерело?]
- Інформаційна (засвоєння інформації про знання та її смислове перероблення)[джерело?]
- Технологічна (розроблення правил, норм, стандартів, рецептів життєдіяльнсті людини і суспільства в різних формах та проявах)[джерело?]
- Рефлексивна (самопізнання розуму, самоаналіз)[джерело?]
- Інтерпретаторська (тлумачення, осмислення продуктів людської культури)[джерело?]
- Аналітична і синтетична[джерело?]
- Постановка та розв'язання різноманітних задач і проблем[джерело?]

## Форми мислення
Форми мислення вивчає наука формальна логіка.
Результати процесу мислення існують у формі:
- суджень,
- міркувань,
- умовиводів
- понять.[18]

Судження —  полягає в тому, що людина стверджує наявність або відсутність ознак, властивостей чи відносин у певних об'єктах.
Характерна властивість судження в тому, що воно існує, виявляється і формується в реченні.
Проте поняття «судження» та поняття «речення» не є тотожними: судження — це акт мислення, що відображає зв'язки, відносини речей, а речення — граматичне словосполучення слів, що виявляє і фіксує це відображення. Кожне судження виражається у реченні, але не кожне речення є судженням, та між ними існує складний зв'язок. 
Кожне судження містить у собі суб'єкт і предикат. Суб'єктом є предмет судження, про який ідеться і який відображається у свідомості людини, а предикат — це відображення відносин, ознак, властивостей, які людина стверджує.
Судження є істинним, якщо воно правильно відображає відносини, що існують насправді. Істинність судження перевіряється зіставленням з іншими судженнями, розмірковуванням та через розкриття підстав, на яких вони ґрунтуються.
Класифікація суджень:
- прості, які поділяються на одиничні, прості, загальні.
- складні складаються з кількох простих суджень.

Міркування — це низка взаємопов'язаних суджень, спрямованих на те, щоб з'ясувати істинність якоїсь думки, довести або заперечити її.
Умовиводи — форма мислення, в якій з одного або кількох суджень утворюється нове. В умовиводах, через вже наявні у особи знання будуються нові.
Різновиди умовиводів:
- індуктивний умовивід — це судження, в якому на основі конкретного, робиться узагальнення.
- дедуктивний умовивід — це судження, в якому на основі загального, здобуваються знання про щось часткове, конкретне.
- умовивід за аналогією — судження, яке ґрунтується на схожості окремих істотних ознак об'єктів, і на основі цього робиться висновок про можливу схожість цих об'єктів за іншими ознаками.

Поняття — форма мислення, за допомогою якої пізнається сутність предметів та явищ дійсності в істотних зв'язках і відносинах, узагальнюються істотні ознаки.

## Типи мислення
Термін мислення увійшов у різні словосполучення, що мають своє конкретне значення[джерело?]:
- Конкретне мислення
- Абстрактне мислення
- Вербальне мислення
- Дискурсивне мислення
- Недискурсивне мислення (інтуїція, уява)
- Логічне мислення
- Продуктивне мислення
- Алогічне мислення
- Раціональне мислення
- Ірраціональне мислення
- Наочно-образне та наочно-дієве (діяльне) мислення
- Концептуальне (понятійне) мислення
- Машинне мислення
- Інтуїтивне мислення
- Практичне мислення
- Словесно-логічне мислення
- Творче мислення
- Теоретичне мислення
- Професійне мислення — таке, що має специфічно фахові характеристики, пов'язані зі специфікою професійної діяльності, й розвиток якого свідчить про успішний професіогенез фахівця, про підвищення рівня якого професійної компетентності [Печко]
- Конструктивне мислення — відрізняється від типу мислення, що ґрунтується на індуктивному та дедуктивному методах судження [Стрітьєвич].

## Види мислення
Існує багато класифікацій мислення за видами. Наприклад, за відношенням до діяльності можна виділити такі види[джерело?]:
- Практичне мислення
- Теоретичне мислення
- Професійне мислення

Багато класифікації дихотомічні[джерело?]:

### За характером засобів

#### Продуктивне мислення— репродуктивне мислення
Мається на увазі наявність чи відсутність у минулому досвіді суб'єкта готових засобів виконання завдання. Якщо такі засоби є, то ситуація не буде для суб'єкта проблемною і її виконання зведеться до використання сформованої розумової навички, до репродукції наявних знань і умінь. За відсутності готових засобів виникає необхідність їхнього пошуку, створення — продуктивне, творче мислення.

#### Інтелектуальне мислення— візуальне мислення
Поняття «візуальне мислення» ввів у психологію Рудольф Арнгейм, американський психолог, один із творців сучасної психології мистецтва. При інтелектуальному мисленні засіб виконання завдання — поняття, при візуальному — уява.

### За характером перебігу розумових процесів

#### Реалістичне мислення— аутистичне мислення
Аутистичне мислення було виділене Ойгеном Блейлером, швейцарським психіатром і патопсихологом, який визначив, що одним із симптомів деяких психічних захворювань є перевага внутрішнього життя, що супроводжується активним відходом із зовнішнього світу. Аутистичне мислення Блейлер протиставляє реалістичному за такими ознаками:
1. реалістичне мислення відповідає дійсності
2. аутистичне уявляє собі те, що відповідає афекту (принцип задоволення протистоїть принципові реальності)
3. метою реалістичного мислення є правильне пізнання навколишнього світу, пошук істини
4. аутистичне мислення намагається викликати образи, «забарвлені» задоволенням, і витиснути протилежно «забарвлені» образи
5. реалістичні механізми регулюють наше ставлення до зовнішнього світу, вони служать для збереження життя, добування їжі, нападу і захисту
6. аутистичні механізми створюють безпосереднє задоволення, викликаючи «забарвлені» задоволенням образи, не допускають невдоволення, перепиняючи доступ до образів, які пов'язані з невдоволенням.

Таким чином, людині притаманне реалістичне й аутистичне задоволення потреб. Той, хто задовольняється аутистичним шляхом, має менше підстав або зовсім не має підстав до того, щоб діяти.
Аутистичне мислення переважає в таких випадках:
1. у дитини, поки в неї немає досвіду, необхідного для оволодіння логічними формами мислення і для пізнання можливостей, що лежать у зовнішньому світі;
2. у питаннях, що взагалі недоступні чи не зовсім доступні нашому пізнанню і нашій логіці — світогляд, релігія, любов;
3. у тих випадках, де почуття через якісь причини одержують звичайно їм невластиве значення, наприклад, при сильних афектах, коли логіка відступає на другий план;
4. там, де ослаблений логічний зв'язок, де асоціації втрачають своє значення: у сновидіннях здорової людини та при шизофренії.

#### Інтуїтивне мислення— аналітичне мислення
Розрізняються за трьома ознаками: часовою (час протікання процесу), структурною (членування на етапи) і рівнем протікання (усвідомленість або неусвідомленість). Аналітичне мислення розгорнуте в часі, має чітко виражені етапи, відбувається на свідомому рівні. Інтуїтивне характеризується швидкістю протікання, відсутністю чітко виражених етапів, мінімальною усвідомленістю.

### За характером виконуваних завдань

#### Теоретичне мислення— практичне мислення
Теоретичне мислення — це пізнання законів, правил[джерело?]. Відкриття періодичної системи Менделєєвим — продукт його теоретичного мислення[джерело?]. Основне завдання практичного мислення — підготовка до перетворення дійсності[джерело?]: постановка мети, створення плану, проекту, схеми. Практичне мислення було глибоко проаналізоване Б. М. Тепловим у праці «Розум полководця»[джерело?]. Теоретичне мислення найпослідовніше вивчається в контексті проблем наукової творчості. Одна з найважливіших особливостей практичного мислення полягає в тому, що воно розгортається в умовах дефіциту часу[джерело?]. Так, для фундаментальних наук відкриття закону в лютому чи березні того самого року не має принципового значення. Складання ж плану ведення бою після його закінчення робить роботу безглуздою. У практичному мисленні дуже обмежені можливості для перевірки гіпотез. Усе це робить практичне мислення часом ще складнішим, ніж мислення теоретичне[джерело?].

#### Творче мислення— критичне мислення
У цій дихотомії творче мислення розглядається як альтернатива не репродуктивному (продуктивне — репродуктивне), а так званому критичному мисленню, звідси і його розуміння й визначення[джерело?]. Ці два види мислення виділені в праці американських психологів Г.Ліндсея, К. С. Халла, Р. Ф. Томпсона[джерело?]. Творче мислення — це мислення, результатом якого є відкриття принципово нового чи удосконаленого вирішення того чи іншого завдання[джерело?]. Критичне мислення являє собою перевірку запропонованих рішень з метою визначення області їхнього можливого застосування[джерело?]. Творче мислення спрямоване на створення нових ідей, а критичне виявляє їхні недоліки й дефекти[джерело?]. Для ефективного вирішення завдань необхідні обидва види мислення, хоча використовуються вони роздільно: творче мислення є перешкодою для критичного і навпаки[джерело?].

### За змістом спонукальних механізмів розумового процесу

#### Оцінне мислення— емоційне мислення
Цю дихотомію ввів Г. Майєр у 1908 р. Оцінне мислення, спонукається пізнавальним інтересом, емоційне — потребами почуття й волі. Емоційне мислення, у свою чергу, підрозділяється на вольове й афективне. Останнє тісно пов'язане з естетичним і релігійним мисленням.

### За розумовою установкою
За функціями, які виконує мислення у загальному процесі життєдіяльності розрізняють абстрактну і конкретну «розумову установку» (Курт Гольдштейн).
Таке розрізнення необхідне для аналізу мислення у хворих з ураженням мозку. Здорова людина вільно володіє обома установками: якщо навколишні умови знайомі й звичні, вона діє в них «конкретно», якщо ж об'єктивна ситуація істотно змінюється й потрібно зрозуміти, як треба в ній поводитися, людина переходить до «абстрактного» способу. Остання здатність утрачається хворими, і відтоді навколишній світ вимагає спеціальної організації, щоб конкретна поведінка в ньому була адекватною. Таким чином, абстрактна розумова установка є необхідною умовою функціонального забезпечення конкретної.

### Генетична класифікація видів мислення
Мислення людини протягом життя не залишається незмінним, воно має вікову динаміку, що дозволяє розглядати види мислення як рівні його розвитку (генеза)[джерело?]. Виділяють три основних рівні розвитку мислення: наочно-дійовий; наочно-образний; словесно-логічний. Кожний із цих рівнів визначається двома критеріями[джерело?].
Першим із них служить та конкретна форма, у якій потрібно пред'явити суб'єктові об'єкт чи ситуацію, щоб ними можна було успішно оперувати[джерело?]:
1. об'єкт як такий у своїй матеріальності й конкретності;
2. зображений на малюнку, схемі, кресленні;
3. описаний у тій чи іншій знаковій системі.

Уміння виконувати практичні, наочні, вербальні завдання служить найпростішим показником відповідних рівнів розвитку мислення[джерело?]. Оперування об'єктами, поданими в усе віддаленіших від конкретності узагальнених формах, вимагає як освоєння нових розумових засобів, так і продуктивного розвитку пізнавальної сфери в цілому[джерело?].
Другий критерій виділення рівнів мислення (праві частини назв) відповідає тим основним формам чи способам, за допомогою яких сама людина уявляє й пізнає навколишній світ[джерело?]:
1. через практичну дію з об'єктом;
2. за допомогою образних уявлень;
3. за допомогою логічних понять й інших знакових утворень.

## Виноски
1. ↑  Архівована копія (PDF). Архів оригіналу (PDF) за 15 грудня 2017. Процитовано 1 січня 2018.{{cite web}}:  Обслуговування CS1: Сторінки з текстом «archived copy» як значення параметру title (посилання)
2. ↑  McBrearty, Sally; Brooks, Allison (2000). The revolution that wasn’t: a new interpretation of the origin of modern human behavior. Journal of Human Evolution. 39: 453—563. doi:10.1006/jhev.2000.0435. PMID 11102266.
3. ↑  Henshilwood, Christopher; Marean, Curtis (2003). The Origin of Modern Human Behavior: Critique of the Models and Their Test Implications. Current Anthropology. 44 (5): 627—651. doi:10.1086/377665.
4. ↑  Locke, John. An Essay Concerning Humane Understanding. 1st ed. 1 vols. London: Thomas Bassett, 1690
5. ↑  Bacon, Francis (1902). Novum Organum. New York: P. F. Collier & Sons. с. XVII. Архів оригіналу за 19 березня 2018. Процитовано 12 січня 2018.
6. ↑   Кірюхін Д. І. Вступ до філософії релігії Гегеля. Філософія як спекулятивна теологія. — К. : ПАРАПАН, 2009. — 204 с.
7. ↑  Shettleworth, S.J. (2010). Cognition, Evolution and Behavior (вид. 2). Oxford Press, New York.
8. ↑  Whorf B. L. Language, thought and reality: Selected writings of Benjamin Lee Whorf. Ed. John B. Carroll. — New York: Wiley, 1956.
9. ↑  Fodor, Jerry A. (1 січня 1975). The Language of Thought (англ.). Harvard University Press. ISBN 9780674510302. Архів оригіналу за 12 травня 2016. Процитовано 31 грудня 2017.
10. ↑  Kim, J., "Mind–Body Problem", Oxford Companion to Philosophy. Ted Honderich (ed.). Oxford:Oxford University Press. 1995.
11. ↑  В’ячеслав Циба (2023). Навчально-методичний посібник з навчальної  дисципліни (укр) . Київ: НаУКМА. ISBN УДК 165.242.2+123+004.8(075.8). {{cite book}}: Перевірте значення |isbn=: недійсний символ (довідка)
12. ↑  Гродзинський, Д. М. (1 січня 2004). Біологія. Енциклопедія Сучасної України (укр.). Процитовано 8 березня 2025.
13. ↑  Єрмоленко, А. М. (1 січня 2023). Практична філософія. Енциклопедія Сучасної України (укр.). Процитовано 8 березня 2025.
14. ↑  СОЦІОЛОГІЯ. resource.history.org.ua. Процитовано 8 березня 2025.
15. 1 2  Мельничук, С. Б. Кримський, М. О. Булатов, О. С. (1 січня 2018). Мислення. Енциклопедія Сучасної України (укр.). Процитовано 8 березня 2025.
16. ↑  Катерина ПАСИНЧУК Анжела ДЕМЧЕНКО, (2023). САНОГЕННЕ МИСЛЕННЯ ЯК ПОКАЗНИК МЕНТАЛЬНОГО ЗДОРОВ’Я  ОСОБИСТОСТІ (укр) . Педагогiка: Актуальнi питання гуманiтарних наук. ISBN УДК 159.955;159.953. {{cite book}}: Перевірте значення |isbn=: недійсний символ (довідка)Обслуговування CS1: Сторінки з посиланнями на джерела із зайвою пунктуацією (посилання)
17. ↑  Ляшенко О. А., Казьмірук А. В. ВПЛИВ САНОГЕННОГО МИСЛЕННЯ НА САМОВИЗНАЧЕННЯ ОСОБИСТОСТІ (укр) . ISBN УДК 159.95. {{cite book}}: Перевірте значення |isbn=: недійсний символ (довідка)
18. 1 2  Alina (27 лютого 2015). Що таке мислення і його види?. Dovidka.biz.ua (укр.). Процитовано 8 березня 2025.
19. ↑  Мислення. Індивідуальні особливості мислення. web.posibnyky.vntu.edu.ua. Процитовано 21 жовтня 2023.
20. 1 2 3  Мислення. Індивідуальні особливості мислення. web.posibnyky.vntu.edu.ua. Процитовано 8 березня 2025.
21. ↑  Прищак, М. Д. (2013). Психологія. Ч. 1. Вінниця: ВНТУ. с. 38.
22. ↑  Жеребкін В.Є. Логіка: Підручник. — 9-те вид., стер. — К.: Т-во “Знання”, КОО, 2006. — 255 с. ISBN 966 620-242-5
23. ↑   Rudolf Arnheim Visual Thinking. Berkeley: University of California Press. (1969) ISBN 978-0-520-24226-5
24. ↑  Berrios, G E (2011). Eugen Bleuler's Place in the History of Psychiatry. Schizophrenia Bulletin. 37 (6): 1095—1098. doi:10.1093/schbul/sbr132.
25. ↑  Kruse G (September 1996). Autistic-undisciplined thinking in medicine and overcoming it by Eugen Bleuler [Autistic-undisciplined thinking in medicine and overcoming it by Eugen Bleuler]. Psychiatrische Praxis (German) . 23 (5): 255—6. PMID 8992526.
26. ↑  Архівована копія. Архів оригіналу за 13 січня 2018. Процитовано 12 січня 2018.{{cite web}}:  Обслуговування CS1: Сторінки з текстом «archived copy» як значення параметру title (посилання)
27. ↑  Goldstein, Kurt; Scheerer, Martin.(1941): Abstract and Concrete Behavior: An Experimental Study With Special Tests. In: Psychological Monographs, ed. by John F. Dashell, Vol. 53/1941, No. 2 (whole No. 239), p. 1-151.